# نهر كليتونو
نهر كليتونو (بالإيطالية: Clitunno)‏ هو نهر في أومبريا في إيطاليا. أصل التسمية غير مؤكد ولكن إله النهر حمل نفس الاسم. ينبع النهر من نبع يبعد حوالي اثني عشر مترًا عن طريق فيا فلامينيا القديم بالقرب من بلدة كامبيلو سول كليتونو بين سبوليتو وتريفي.